# Forêt modèle
L’idée de créer des forêts modèles est née au Canada du besoin d'évaluation pluridisciplinaire et de partage des meilleures pratiques de gestion en fonction du contexte historique et biogéographique, alors que la forêt évolue et se gère sur des pas de temps inhabituellement longs pour les activités humaines.
Lors du sommet de la terre de Rio en juin 1992, le Canada a proposé de partager et étendre son réseau, ce qui s'est fait avec la création en 1995 d’un secrétariat (Secrétariat du Réseau international de forêts modèles ; SRIFM) accueilli par le Centre de recherche pour le développement international (CRDI).
Ces forêts ont d’abord été des laboratoires et des vitrines des meilleurs techniques d'exploitation et de gestion sylvicoles, puis leurs centres d’intérêt se sont élargis à l’écologie forestière, à l’évaluation des modes de gestion et aux bioindicateurs, à la résilience écologique, à l'importance du bois mort, aux usages traditionnels de la forêt, y compris pour les ressources autres que le bois, et enfin à la gouvernance et au soutien de la société civile en intégrant notamment la gestion des conflits ou l’écocertification dans la planification et la gestion intégrées des ressources. Elles ont notamment inspiré les démarches d'écocertification ou d'écosociocertification forestières.

## Réseau international de forêts modèles (RIFM)
C’est une ONG constituée de partenaires volontaires visant l’utilisation durable des forêts et le développement de modèles de gestions forestières représentatifs de tous les écosystèmes forestiers et s’enrichissant les uns des autres des leçons tirées des forêts-modèle existantes dans le monde, via :
- l’encouragement des démarches de développement durable ;
- les sciences forestières croisées avec les sciences sociales ;
- une coopération internationale et un réseau d’échange de savoir et savoir-faire, pour diffuser les méthodes de gestion et de conservation « qui génèrent continuellement des avantages pour l’humanité[1] ».

Des forêts modèles se sont créées dans différents pays, dont en zone urbanisées, avec au Japon la Forêt modèle de Shadan Hojin de Kyoto (officiellement initiée en novembre 2006, avec un budget initial d’90 millions de yen (765 000 $US) en 2007 pour financer l’entretien et l’amélioration de la forêt, promouvoir « l’écologisation des écoles et des communautés », favoriser l’emploi forestier local et les projets de sensibilisation à l’environnement et à l’étude de la forêt.

## Superficies[2]
En 2006, 41 forêts modèles couvraient 55 309 350 ha dans 18 pays.
- La plus grande était celle Chiquitanoavec 20 400 000 ha en Bolivie.
- La plus petite était celle d'Ulot Watershed (Philippines) avec 86 514 ha.
- C’est le Canada qui en 2006 en abritait le plus avec les forêts 923 000 ha dans l’Ouest de Terre-Neuve, la forêt des Foothills (2 750 000 ha), la forêt Crie de Waswanipi 3 300 000, celle du Lac Abitibi (1 200 000 ha), celle de Prince Albert (360 000 ha), celles de la Nova Forest Alliance (458 000 ha), la forêt de Fundy (420 000 ha), des massifs de l’Est de l'Ontario (1 530 000 ha) et la forêt McGregor (7 700 000 ha), des forêts du Bas-Saint-Laurent (113 100 ha) et du Manitoba (1 048 000 ha), en totalisant la plus grande surface cumulée.